# Bremerton
Bremerton es una ciudad ubicada en el condado de Kitsap en el estado estadounidense de Washington. En el año 2000 tenía una población de 37.259 habitantes y una densidad poblacional de 634,8 personas por km².

## Geografía
Bremerton se encuentra ubicada en las coordenadas 47°34′12″N 122°39′9″O / 47.57000, -122.65250.

## Demografía
Según la Oficina del Censo en 2000 los ingresos medios por hogar en la localidad eran de $30.950, y los ingresos medios por familia eran $36.358. Los hombres tenían unos ingresos medios de $28.320 frente a los $23.523 para las mujeres. La renta per cápita para la localidad era de $16.724. Alrededor del 19,4% de la población estaban por debajo del umbral de pobreza.

## Ciudades hermanadas
Bremerton mantiene un hermanamiento de ciudades con:
- Kure, Hiroshima, Japón.
- Olóngapo, Filipinas.